# سیارک ۱۹۵۹۹
سیارک ۱۹۵۹۹ (به انگلیسی: 19599 Brycemelton، نامگذاری:1999NX40) نوزده هزار و پانصد و نود و نهمین سیارک کشف شده‌است که در ۱۴ ژوئیه ۱۹۹۹ کشف شد.
قدر مطلق سیارک برابر ۱۸.۶ است.